# Brit Pettersen
Brit Pettersen (Lillehammer, 29 de noviembre de 1961) es una deportista noruega que compitió en esquí de fondo. 
Participó en tres Juegos Olímpicos de Invierno, entre los años 1980 y 1992, obteniendo en total tres medallas, bronce en Lake Placid 1980, en la prueba de relevo (junto con Anette Bøe, Marit Myrmæl y Berit Aunli), y oro y bronce en Sarajevo 1984, en el relevo (con Inger Helene Nybråten, Anne Jahren y Berit Aunli) y en los 10 km.
Ganó cinco medallas en el Campeonato Mundial de Esquí Nórdico entre los años 1980 y 1987.

## Palmarés internacional
| Juegos Olímpicos   | Juegos Olímpicos             | Juegos Olímpicos  | Juegos Olímpicos |
| Año                | Lugar                        | Medalla           | Prueba           |
| ------------------ | ---------------------------- | ----------------- | ---------------- |
| 1980               | Lake Placid (Estados Unidos) | Medalla de bronce | Relevo 4 × 5 km  |
| 1984               | Sarajevo (Yugoslavia)        | Medalla de oro    | Relevo 4 × 5 km  |
| 1984               | Sarajevo (Yugoslavia)        | Medalla de bronce | 10 km            |
| Campeonato Mundial |                              |                   |                  |
| Año                | Lugar                        | Medalla           | Prueba           |
| 1980               | Lake Placid (Estados Unidos) | Medalla de bronce | Relevo 4 × 5 km  |
| 1982               | Oslo (Noruega)               | Medalla de oro    | Relevo 4 × 5 km  |
| 1982               | Oslo (Noruega)               | Medalla de bronce | 5 km             |
| 1985               | Seefeld (Austria)            | Medalla de plata  | 20 km            |
| 1987               | Oberstdorf (RFA)             | Medalla de bronce | 10 km            |